# Bruden fra Dragstrup
Bruden fra Dragstrup er en dansk film fra 1955, instrueret af Annelise Reenberg.

## Medvirkende
- Helle Virkner
- Clara Pontoppidan
- Ib Schønberg
- Karin Nellemose
- Henning Moritzen
- John Wittig
- Helge Kjærulff-Schmidt
- Rasmus Christiansen
- Henry Nielsen
- Svend Methling
- Inge Ketti

## Ekstern kilde/henvisning
- Bruden fra Dragstrup på Internet Movie Database (engelsk)
- Bruden fra Dragstrup på Filmdatabasen
- Bruden fra Dragstrup på danskefilm.dk
- Bruden fra Dragstrup på danskfilmogtv.dk
- Bruden fra Dragstrup på Scope
- Bruden fra Dragstrup på The Movie Database (engelsk)